# Tipula hedymopa
Tipula hedymopa är en tvåvingeart som beskrevs av Alexander 1944. Tipula hedymopa ingår i släktet Tipula och familjen storharkrankar.
Artens utbredningsområde är Ecuador. Inga underarter finns listade i Catalogue of Life.